# Municipio de Santa María Zaniza
El municipio de Santa María Zaniza es uno de los 570 municipios del estado mexicano de Oaxaca. Su cabecera es la localidad de Santa María Zaniza.

## Geografía
El municipio de Santa María Zaniza colinda al norte y al este con el municipio de Santiago Textitlán; al sur con el municipio de Santo Domingo Teojomulco; y al oeste con los municipios de Santa Cruz Zenzontepec, Santiago Amoltepec y San Mateo Yucutindoo.

## Localidades
El municipio de Santa María Zaniza cuenta con ocho localidades.
| Localidad          | Población (2020) |
| ------------------ | ---------------- |
| Santa María Zaniza | 1594             |
| Tierra Colorada    | 350              |
| Atotonilco         | 293              |

## Gobierno
El municipio de Santa María Zaniza se rige mediante el sistema de usos y costumbres.
| Presidente municipal               | Periodo   |
| ---------------------------------- | --------- |
| Filomeno López Hernández           | 1995-1996 |
| Oliverio Vázquez Gómez             | 1997-1998 |
| Eutimio Vázquez López              | 1999-2000 |
| Tarciso Cruz Hernández             | 2000-2001 |
| Hilarión Hernández Vázquez         | 2002-2004 |
| Seferino Sánchez Hernández         | 2005-2007 |
| Nemorio Martínez López             | 2011-2013 |
| Gabriel Vázquez López              | 2013-2016 |
| Manuel Cristóbal Cristóbal Vázquez | 2017-2019 |
| Odilón Ramírez Sánchez             | 2020-2022 |
| Eugenio Vázquez Cristóbal          | 2023-2025 |